# Publio Pinario Mamercino Rufo
Publio Pinario Mamercino Rufo  fue un político, militar y diplomático romano del siglo V a. C. perteneciente a la gens Pinaria. Durante su consulado comenzó la guerra entre romanos y volscos en la que participó Coriolano.

## Familia
Pinario fue miembro de los patricios Pinarios Mamercinos, la más antigua rama familiar de la gens Pinaria. Fue probablemente padre de Lucio Pinario Mamercino Rufo.

## Carrera pública
Obtuvo el consulado en el año 489 a. C. Recibió junto a su colega consular, Cayo Julio Julo, a un supuesto delator que le informó de que los volscos pretendían tomar Roma aprovechando los Juegos Magnos que se celebraban en la ciudad y a los que Tulo Atio, líder de los volscos, había enviado un gran número de jóvenes de su pueblo. Convocado el Senado, se decretó la expulsión de los volscos, lo que fue después una de las causas que condujo a la guerra de Coriolano.
Se encargó del alistamiento de un ejército para mantener vigilada la ciudad y solicitó ayuda a los aliados de Roma. Sin embargo, no llegó a combatir ya que, por orden del Senado, no tuvo permiso para sacar las tropas a campo abierto hasta que todos los preparativos de guerra estuvieran terminados.
Al año siguiente, formó parte de la embajada enviada para tratar de conseguir la reconciliación con Coriolano.